# لويس ر. موريس
لويس ر. موريس (بالإنجليزية: Lewis R. Morris)‏ هو محامي وقاضي وسياسي أمريكي، ولد في 2 نوفمبر 1760 في سكيرديل في الولايات المتحدة، وتوفي في 29 ديسمبر 1825 في سبرينغفيلد في الولايات المتحدة. حزبياً، نشط في الحزب الفيدرالي الأمريكي. وقد انتخب عضو مجلس نواب فيرمونت وانتخب عضو مجلس النواب الأمريكي.